# Beijing Royal Fighters
El Beijing Royal Fighters (en chino, 北京紫禁勇士) es un equipo de baloncesto chino con sede en la ciudad de Beijing, que compite en la Chinese Basketball Association (CBA). Disputa sus partidos en el Workers Indoor Arena, con capacidad para 13.000 espectadores.

## Historia
El club se fundó en 2009 en la ciudad de Chongqing, denominándose Chongqing Fly Dragons, compitiendo en categorías inferiores. En 2014 entró a formar parte de la CBA fruto de una expansión de la liga, ocupando la última posición en su primera temporada. Al año siguiente la franquicia fue vendida a North Control, instalándose en Beijing.